# Château de Castelnau-de-Lévis
Pour les articles homonymes, voir Château de Castelnau (homonymie).
Le château de Castelnau-de-Lévis est un ancien château fort du XIIIe siècle dont les vestiges se dressent sur la commune française de Castelnau-de-Lévis, dans le département du Tarn en région Occitanie.
Le château fait l’objet d’un classement au titre des monuments historiques par arrêté du 22 novembre 1909.

## Localisation
Les ruines du château de Castelnau-de-Lévis sont situés dans le département français du Tarn sur la commune de Castelnau-de-Lévis.

## Historique
Le château de Castelnau-de-Lévis a été construit en 1235 par Sicard Alaman, puissant vassal du comte de Toulouse Raymond VII ; il représentait un bastion avancé des possessions toulousaines (nord de la rivière Tarn) face à la royauté (sud du Tarn). Construit sur un piton rocheux nommé « puy de Bonnafous », le château sera longtemps appelé Castelnau-de-Bonnafous, avant que la famille de Lévis n'en hérite et lui donne son nom. Un village a été construit au pied des murailles à la même époque.

## Description
Le château adopte un plan triangulaire dû à la configuration topographique.
Il n'en subsiste que quelques ruines dont une tour de guet du XIVe siècle accolée à une tour d'escalier du XIIIe siècle et une tour-logis du XVe siècle dominant la vallée du Tarn et la ville d'Albi. Il doit son piteux état à son rôle de carrière au cours des XIXe et XXe siècles.
Une restauration partielle depuis le début des années 1980 permet de situer les murs de l'enceinte haute. De l'enceinte basse, ne subsiste qu'une porte fortifiée. La tour, haute de 35 mètres, se compose d'une tour demi-circulaire à laquelle est adossée une tour carrée. Elle comporte trois étages voutés. Chacun d'eux montre des traces d'un plancher disparu qui doublait le nombre d'étages.

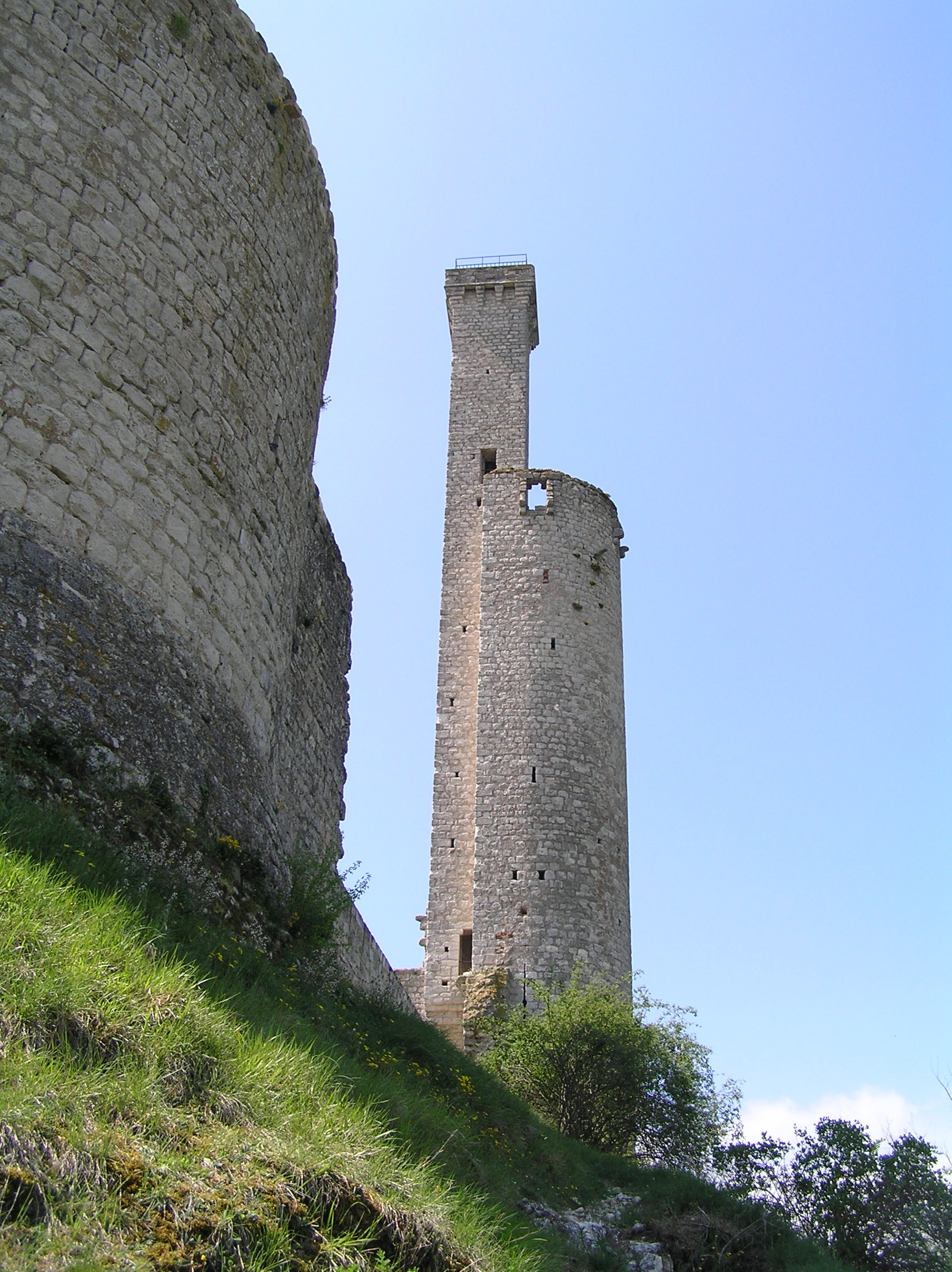
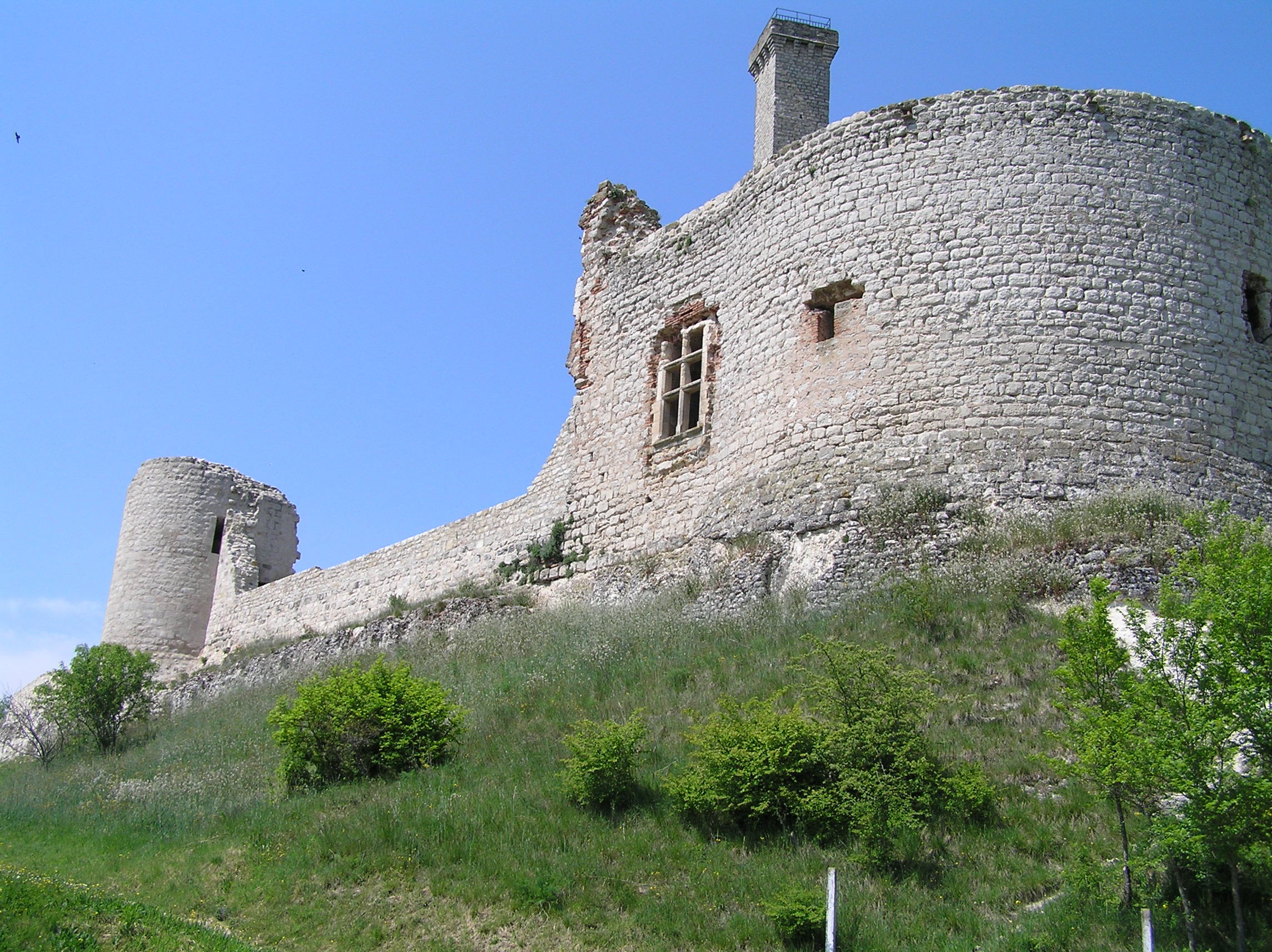